# شيري فلاوين
شيري A13 وتسمى أيضاً شيري فلاوين 2 سيارة صغيرة مصنوعة من قبل شركة السيارات الصينية شيري.  هو خليفة (A15 (Cowin في تشكيلة شيري.  تم تقديم السيارة لأول مرة في معرض بكين للسيارات 2008.  وقد تم تقديم نسخة محسنة في معرض قوانغتشو للسيارات 2012.
وتشمل منافسيها FAW Oley, JAC J3, Honda Amaze، Nissan March، Toyota Etios and Suzuki Swift.

## التصنيع
يتم تصنيعها أيضًا في أوكرانيا ، منذ عام 2011 ، من قبل الشركة المحلية AvtoZAZ باسم ZAZ Forza. [6]  تم إنتاج ما مجموعه 4138 وحدة في عام 2011 ، [7] 2853 وحدة في عام 2012 ، [8] و 1447 وحدة في عام 2013. [9]  يتم بيع السيارات التي تم تجميعها في أوكرانيا في روسيا ، مثل
(Chery Very (hatchback و Chery
Bonus (liftback). [10] hatchback) و Chery Bonus liftback

## المحرك
تعمل بمحرك بنزين سعة 1.5 لتر من 16 صمامًا من عائلة Chery Acteco ، مع أقصى إنتاج للطاقة 80 كيلوواط (109 حصان ؛ 107 قوة حصانية) عند 6000 دورة في الدقيقة وعزم أقصى 140 نيوتن متر (103 رطل)  قدم) عند 3000 دورة في الدقيقة.  السرعة القصوى 160 كيلومتر / الساعة (99 ميل / ساعة).

## معرض الصور

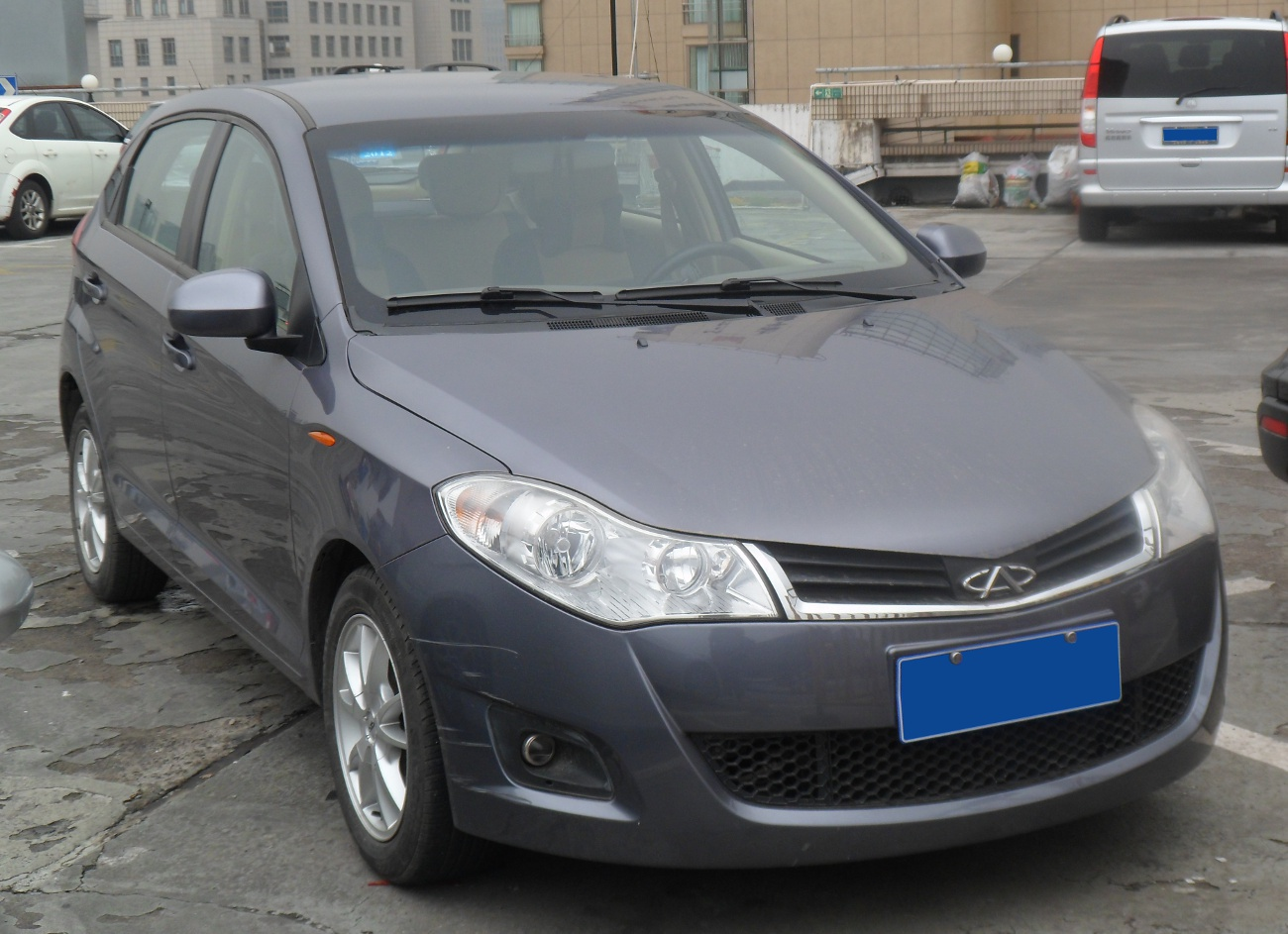
Chery Fulwin 2 hatchback
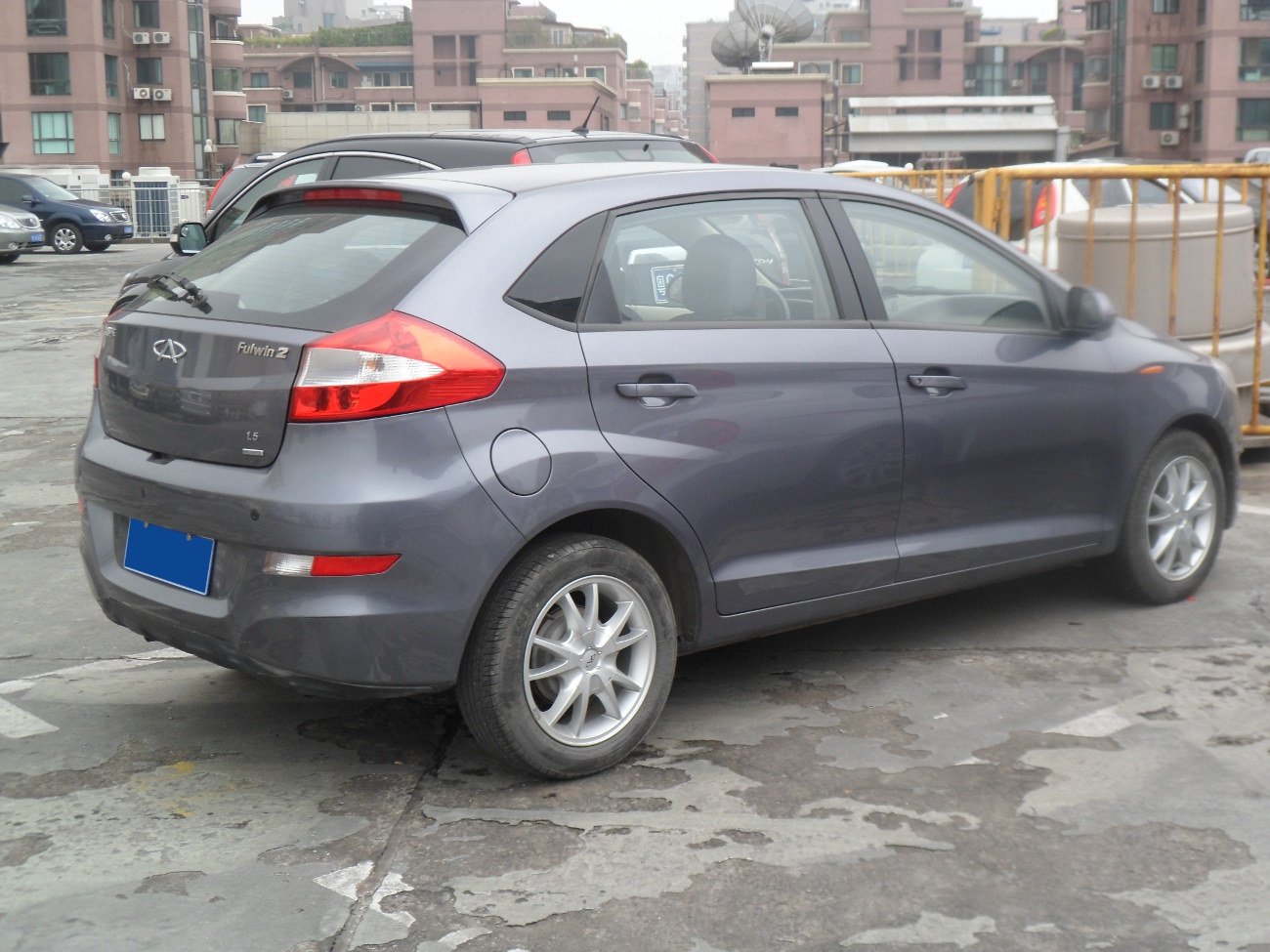
Chery Fulwin 2 hatchback
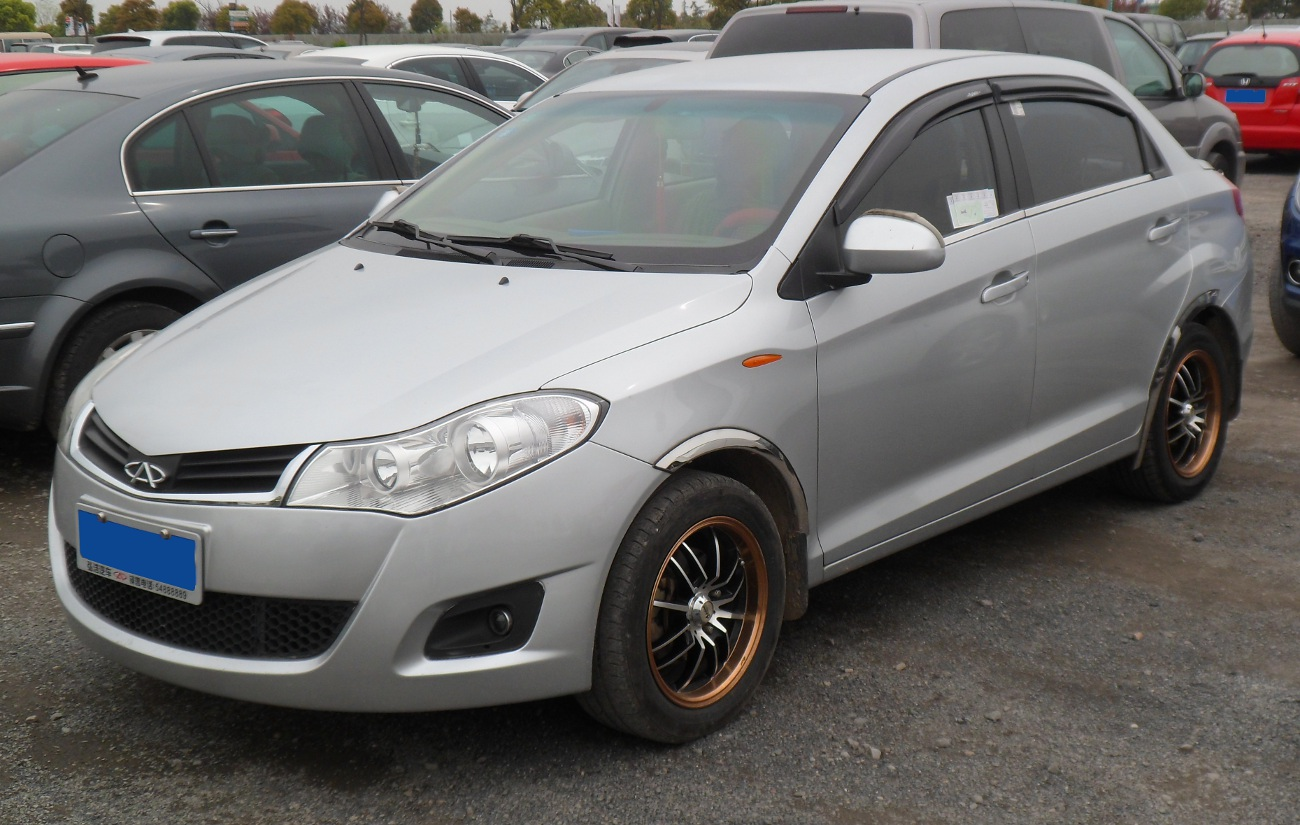
Chery Fulwin 2 sedan
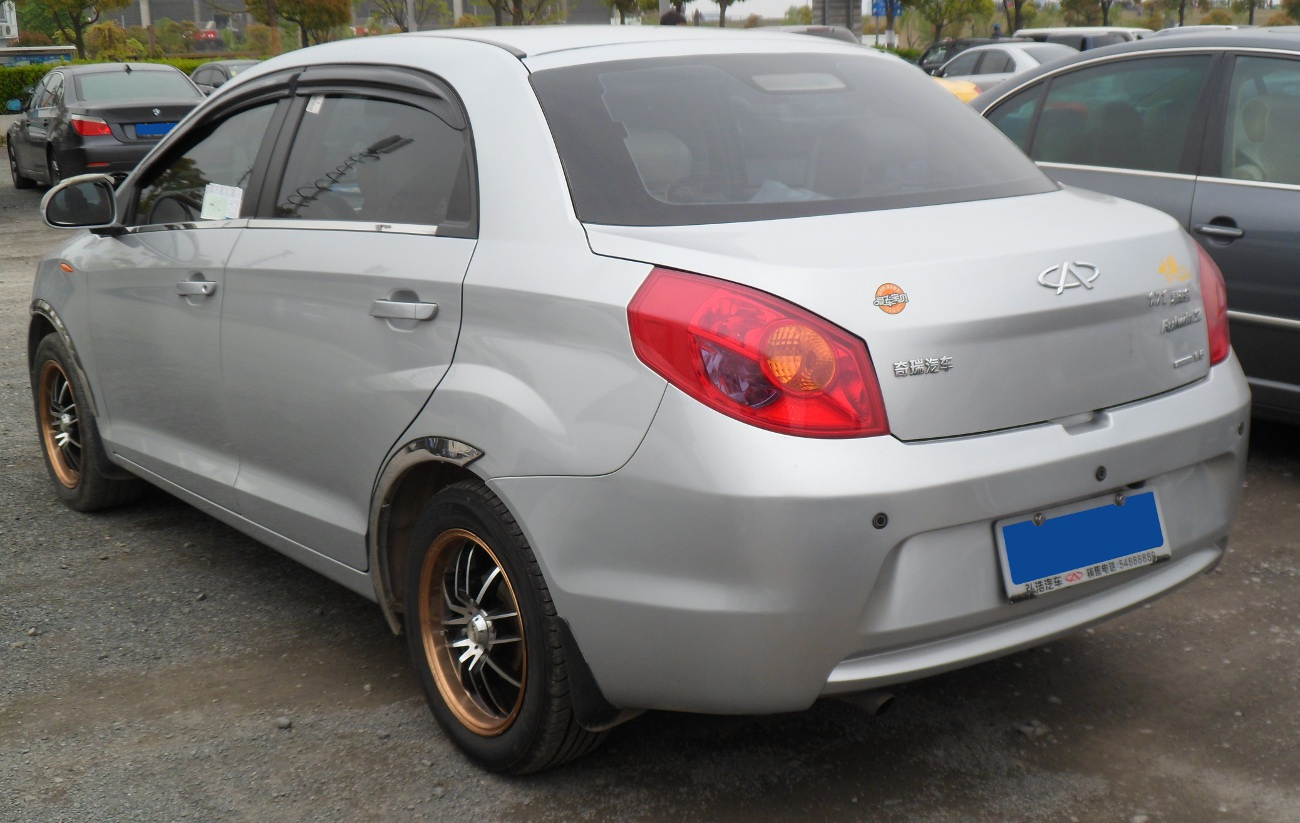
Chery Fulwin 2 sedan
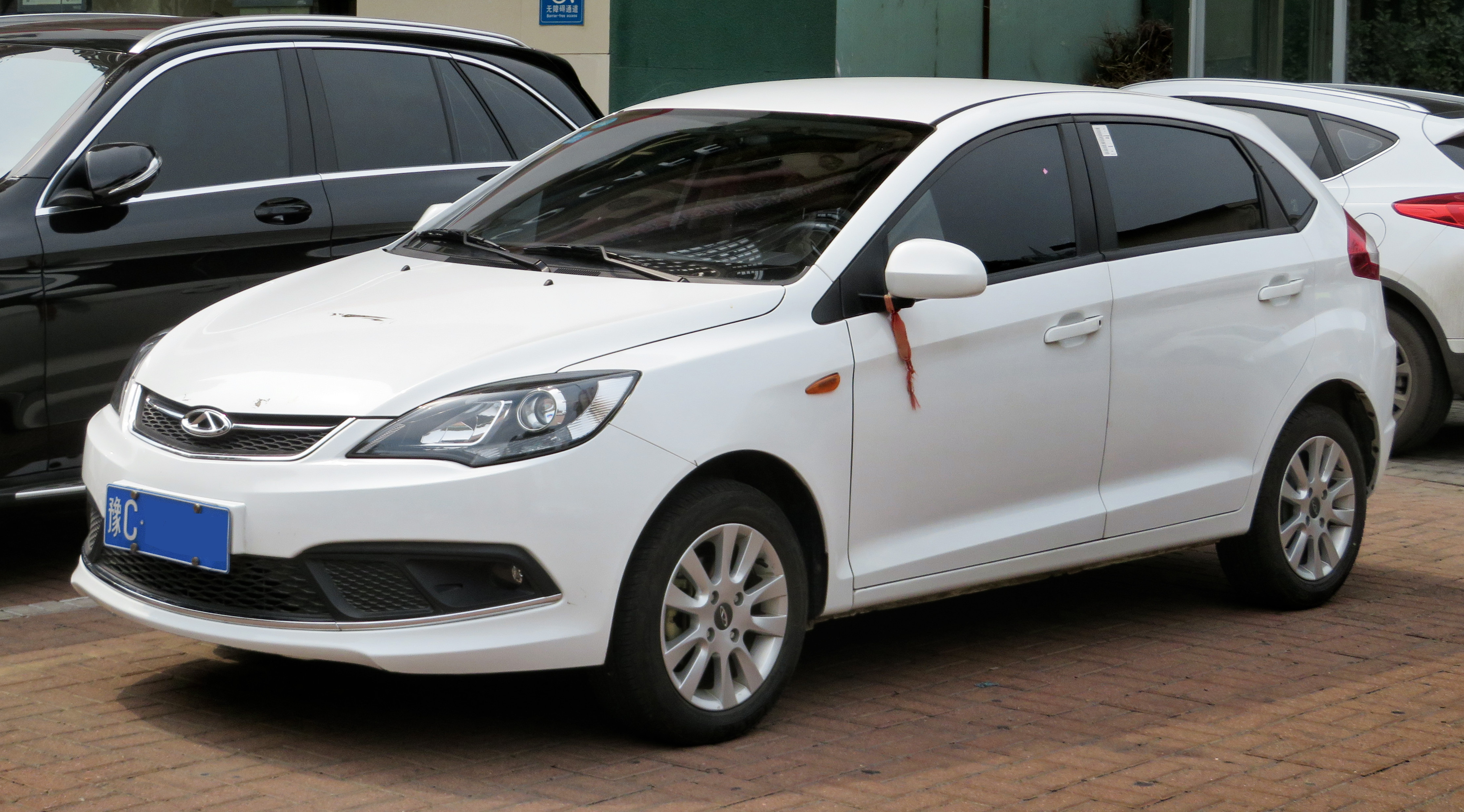
Chery Fulwin 2 hatchback (facelift)
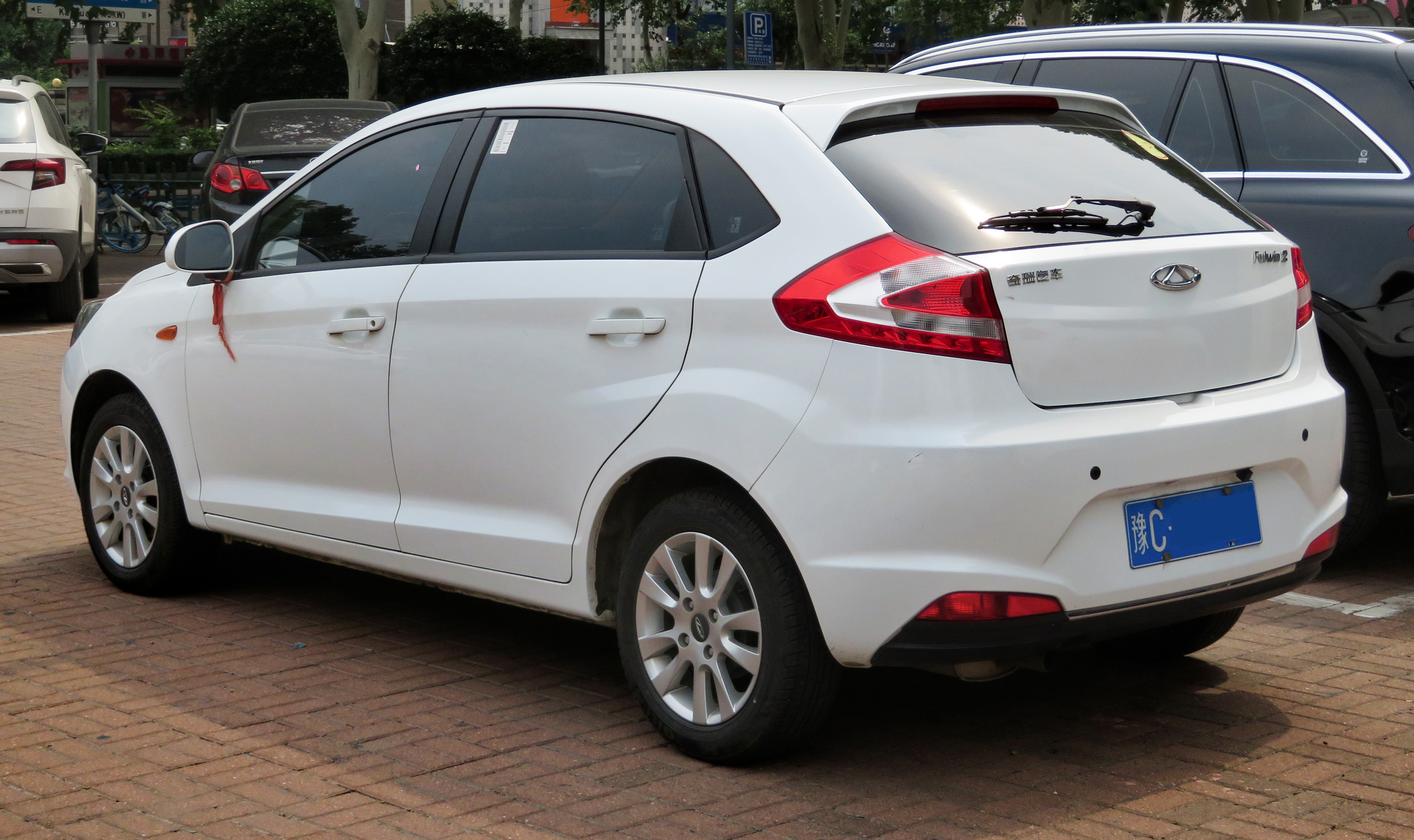
Chery Fulwin 2 hatchback (facelift)
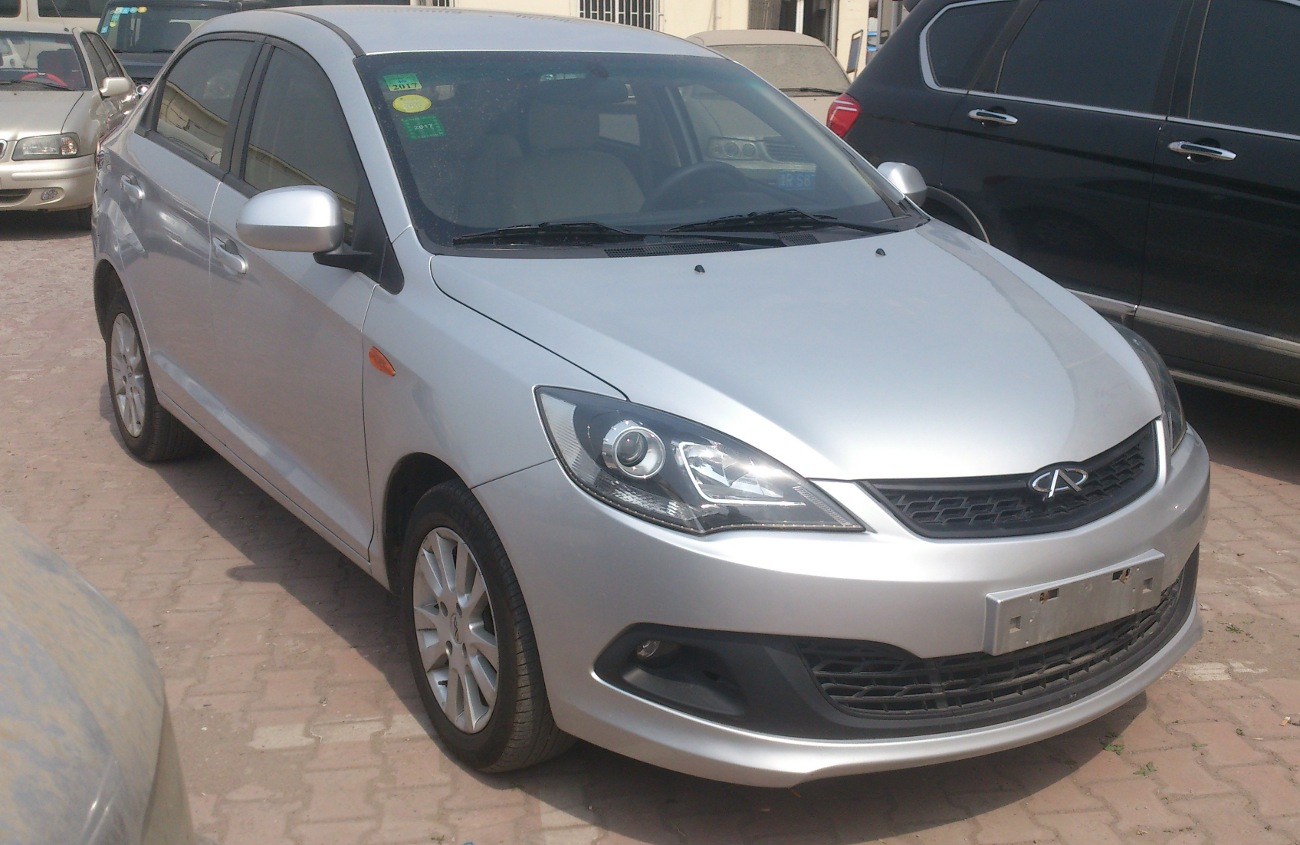
Chery Fulwin 2 sedan (facelift)
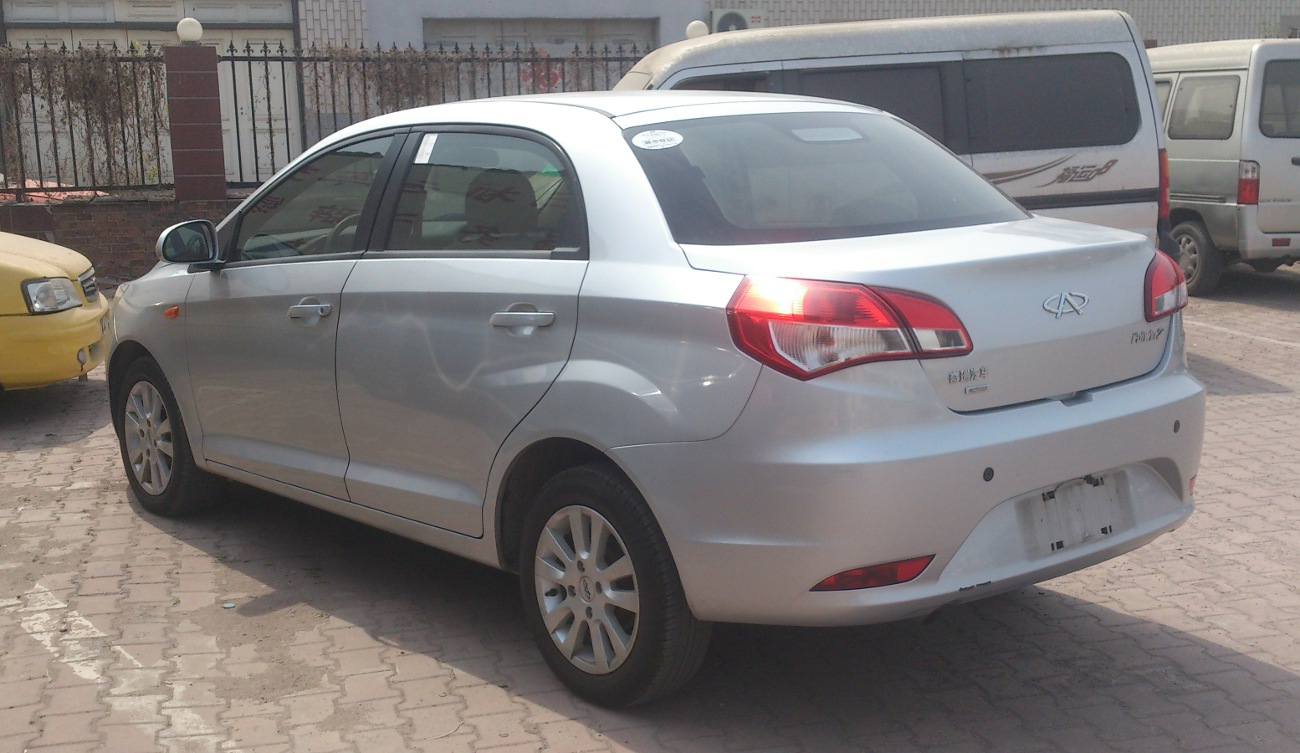
Chery Fulwin 2 sedan (facelift)

.